# Hunderasse
Als Hunderasse bezeichnet man eine unterscheidbare, gezüchtete Rasse innerhalb der Unterart der Haushunde.

## Der Begriff der Hunderasse
Bei Haushunden gilt eine isolierte Zuchtpopulation nur dann als Hunderasse, wenn sie definiert wurde. Hierfür gibt es keine einheitliche wissenschaftliche Grundlage. In der Regel geschieht die Definition einer Hunderasse durch einen Zuchtverband, kann aber ebenso durch einen Züchter vorgenommen werden. Die meisten bekannten Hunderassen werden durch Zucht-Verbände und -Vereine definiert.
Schätzungen gehen von über 800 Rassen aus, die weltweit existieren. Der Genetiker W. Schleger vertritt jedoch die Meinung, dass man beim Haushund lediglich von höchstens 100 Rassen sprechen kann – den Rest hält er für Varietäten. Die Individuenzahl je Rasse variiert von einigen wenigen bis zu tausenden. Die Hunderassenbeschreibungen werden durch unterschiedliche Verbände und Vereine gepflegt. Der größte dieser Verbände ist die Fédération Cynologique Internationale (FCI), ein weltweit agierender Dachverband, dem Vereine aus über 80 Ländern angeschlossen sind.
Der Zoologe Wolf Herre meinte, dass eine Hunderasse nichts Einheitliches sei, sondern sie umfasse „eine Gruppe verschiedener, artgleicher Individuen, die nur einiges gemeinsam haben, was ausschließlich mit statistischen Methoden umschrieben werden“ könne. Er definiert eine Hunderasse folgendermaßen:

„Rassen sind vom Menschen in sexueller Isolation gehaltene, verbreitete Untereinheiten einer Art, welche sich in mehreren Merkmalen und Erbeinheiten voneinander unterscheiden. Es sind Kollektiveinheiten, deren Besonderheiten nur durch statistische Methoden wiedergegeben werden können. Dem subjektiven Ermessen bei der Umgrenzung und Merkmalsauswahl ist ein weites Feld gelassen.“

Die FCI nahm 1984 auf Vorschlag von Raymond Triquet folgende Rassedefinition an:

„Die Rasse ist eine Gruppe von Individuen, die gemeinsame Merkmale aufweisen, die sie von anderen Vertretern ihrer Spezies unterscheiden, und die durch Vererbung übertragbar sind. Die Spezies entsteht auf natürlichem Wege, wohingegen die Rasse das Ergebnis von Züchtungen im Rahmen der Kynologie darstellt.“

Es gibt keine einheitlichen Regeln zur Abgrenzung der FCI-Rassen voneinander: Einige Rassen unterscheiden sich zum Beispiel durch die Farben der Fleckung (einige französische Laufhunde), andere durch die Größe (wie zum Beispiel die Pinscher). Bei den Deutschen Spitzen oder Pudeln ist es egal, wie groß sie sind und welche Farben sie haben, es gibt nur eine Rasse Deutsche Spitze und eine Rasse Pudel. Der Belgische Schäferhund wird als eine Rasse in unterschiedlichen Schlägen gezüchtet, die unterschiedliche Namen haben; der nahe verwandte Hollandse Herdershond ebenso, nur haben diese Schläge keine besonderen Namen. Rassen, die von Zuchtverbänden außerhalb der FCI gezüchtet werden, können sich von denjenigen der FCI unterscheiden, jedoch den gleichen Namen führen.
Bei Nachkommen aus Kreuzungen verschiedener Rassen und Hunden ohne Ahnentafel spricht man von einem Mischlingshund, Bastard oder einer Promenadenmischung. Werden zwei Rassen gezielt gekreuzt, spricht man seit einiger Zeit auch von Designer- oder Hybridhunden.
Nachkommen aus Kreuzungen mit anderen Arten aus der Familie der Hunde (Canidae) sind keine Haushunde (Canis lupus familiaris), abgesehen von Wolfseinkreuzungen wie beim Tschechoslowakischen Wolfhund, Saarlooswolfhund und Lupo Italiano. Direkte Kreuzungen, also die F1-Generation, unterscheiden sich insbesondere in ihrem Verhalten erheblich von Haushunden, was durch zahlreiche Studien (zum Beispiel von Erik Zimen) belegt wurde. Unsachgemäße Haltung solcher Tiere stellt eine erhebliche Gefahr dar.

## Historische Entwicklung der Hunderassen

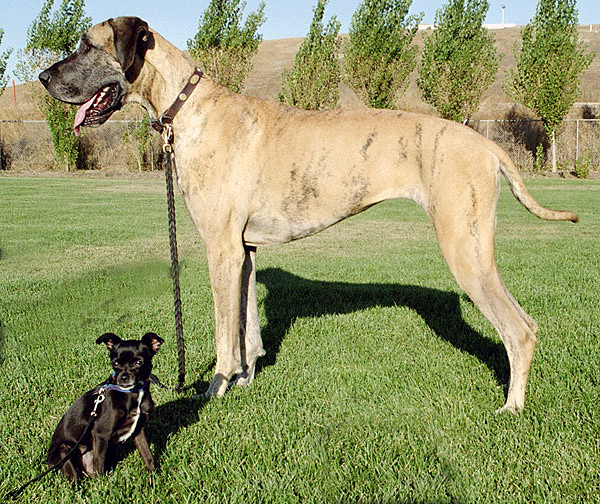
Hunderassen entstehen durch Zucht, sind aber nicht immer so deutlich zu unterscheiden wie auf diesem Bild

Funde von Torfhunden lassen auf eine frühe Zuchtwahl schließen, da manche gefundene Schädel Spuren eines gewaltsamen Todes aufweisen, so dass anzunehmen ist, dass nicht der ganze Wurf aufgezogen wurde, sondern nur einzelne Individuen.
Während der Hallstattzeit wurde die Hundepopulation uneinheitlich, es gab Unterschiede in der Größe und in der Unterkieferbreite. Außerdem traten nun erste Zahnanomalien auf. Im Mittelalter gab es vermutlich in Europa nur zwölf Hunderassen. Im fünften bis neunten Jahrhundert wurden in germanischen Rechtssammlungen Rassen aufgezählt, welche nach ihrer Verwendung eingeteilt sind: bis zu sieben Jagdhundrassen – Leithunt, Triphunt (Treibhund), Spurihunt (Spürhund), Windhunt, Hapuhunt (Habichtshund) – sowie der Schäferhund und der Hovawarth (Hofhund).
Ab dem 13. Jahrhundert wurde eine gelenkte Jagdhundezucht betrieben, damit sich die „reinrassigen“ Hunde nicht mit den Bauernhunden vermischten. Hierbei war das Aussehen der Hunde zweitrangig; „reinrassig“ waren jene, die gut jagen konnten. Vermutlich wurde bereits vielfach Inzucht betrieben, da gute Hunde vermehrt zur Zucht eingesetzt wurden. Im 19. Jahrhundert wurden viele neue Rassen gezüchtet und Rassestandards aufgestellt, um eine geschaffene Rasse erhalten zu können. Oftmals begann die Zucht einer neuen Rasse mit wenigen Hunden (genetischer Flaschenhals), beispielsweise wurde die Zucht des Appenzeller Sennenhundes mit elf Tieren begonnen, jene des English Setters sogar nur mit zwei Tieren.
Durch die industrielle Revolution wurde der Hund als Arbeitskraft überflüssig, wodurch Wettkämpfe entstanden, welche vor allem auf das verschiedene Aussehen der Hunde abzielten. Zu Beginn des 19. Jahrhunderts, als es bereits organisierte Hundeausstellungen gab, wurden zahlreiche Rassehunde gezüchtet. Durch das Wachstum der Städte kam es auch zu einer Zunahme der Schoß- und Haushunde. Die Hundezucht im heutigen Sinne (mit Zuchtbüchern und so weiter) nahm ihren Ursprung in Großbritannien, weil dort aufgrund der großen Beliebtheit an Hundekämpfen die erste kommerzielle Zucht von sogenannten „Bullenbeißern“ geschaffen wurde. Später entstanden viele Zuchtverbände, welche zuerst auf Gebrauchshunde beschränkt waren, später jedoch auch lokale Sonderformen wie Hütehunde, Windhunde oder „Toydogs“ einschlossen. Die meisten Hunderassen stammen aus England, danach folgen mittel- und nordeuropäische Länder. Zusammen stellen sie 204 von 313 Rassen (65 %), die von Bo Bengtson 1978 beschrieben wurden. 11 % (37 Rassen) der heutigen Rassen kommen aus südeuropäischen Ländern, 8 % (25 Rassen) stammen aus Osteuropa und Russland.
Der Kynologe und Tiermaler Ludwig Beckmann gab im Jahr 1893 folgende Definition von Hunderasse: „Der einzig bestimmte Charakter einer Rasse besteht darin, dass letztere regelmäßig Ihresgleichen hervorbringt. Selbst Kreuzungsprodukte müssen als 'Rassen' und 'rein gezüchtet' angesprochen werden, sobald ihre Nachkommen die gewünschten Rassezeichen oder Charaktere zur Schau tragen.“

## Systematik der Hunderassen

### Historische Systematik
Die Römer der Antike waren die ersten, welche die Hunde nach ihrer Verwendung einteilten. Sie unterschieden zwischen villatici (Wachhunde), pastorales (Hirtenhunde) und venatici (Jagdhunde). Die Jagdhunde wurden zusätzlich unterteilt in sagaces, welche der Spur des Wildes folgten, celeres, welche auf Sicht verfolgten, und pugnaces, welche die Beute anfielen und kämpften.
Buffon stellte 1755 eine Unterteilung nach der Form und Haltung der Hundeohren auf. Jean Pierre Mégnin stützte sich dagegen auf die Schädelform und unterschied vier Gruppen. Die erste Gruppe waren die Bracchoidae, deren Merkmale ein prismenförmiger Kopf, Hängeohren, ein deutlicher Stirnabsatz, eine an der Spitze und an der Basis gleich breite Schnauze und lange, herabhängende Lefzen waren (beispielsweise Bracken, Retriever, Spaniels). Die zweite Gruppe (Lupoidae) zeichnete sich durch einen horizontal pyramidenförmigen Kopf, aufrecht stehende oder hängende Ohren, eine lange, schmale Schnauze und schmale Lefzen aus (beispielsweise Terrier, Pinscher, Spitze, Schäferhunde). Die dritte Gruppe (Graioidae) hatte einen langen, kegelförmigen Kopf, einen schwachen Stirnabsatz, rückwärts gerichtete oder aufrecht stehende Ohren, schmale Lefzen und einen schlanken Körper (beispielsweise Windhunde). Die letzte Gruppe (Molossoidae) hat einen runden oder eckigen Kopf, einen deutlichen Stirnabsatz, eine kurze Schnauze, kleine Ohren, lange Lefzen und einen massigen Körper (beispielsweise Doggen).

### Moderne Systematik nach FCI-System
Die moderne Systematik von Haushunden nutzt Rassestandards, in denen das Aussehen und Verhalten von Hunden dieser Rasse beschrieben wird. Der Standard beschreibt also den idealen Hund dieser Rasse und kann gleichzeitig als Zuchtziel verstanden werden. Die Zugehörigkeit von einzelnen Hunden zu den Rassen wird über Ahnentafeln und Zuchtbücher dokumentiert.
Eine kynologische Systematik der Hunderassen wird unter anderem von der Fédération Cynologique Internationale (FCI) gepflegt. Von ihr sind derzeit einschließlich vorläufig angenommener Rassen 344 Rassen anerkannt (Stand: November 2017).
Die FCI-Systematik teilt die Hunderassen in zehn Gruppen ein, die wiederum in Sektionen aufgeteilt sind:
- Gruppe 1: Hütehunde und Treibhunde (ausgenommen Schweizer Sennenhunde)
- Gruppe 2: Pinscher und Schnauzer – Molosser – Schweizer Sennenhunde
- Gruppe 3: Terrier
- Gruppe 4: Dachshunde
- Gruppe 5: Spitze und Hunde vom Urtyp
- Gruppe 6: Laufhunde, Schweißhunde und verwandte Rassen
- Gruppe 7: Vorstehhunde
- Gruppe 8: Apportierhunde – Stöberhunde – Wasserhunde
- Gruppe 9: Gesellschafts- und Begleithunde
- Gruppe 10: Windhunde

### Moderne Systematik nach angelsächsischen Systemen
Der Britische Kennel Club, der American Kennel Club, der Canadian Kennel Club und andere Dachverbände im englischsprachigen Raum weisen sowohl untereinander als auch im Vergleich mit der FCI gewisse Unterschiede darin auf, welche Rassen sie anerkennen. Die Einteilung der anerkannten Rassen folgt allerdings in vielen Clubs einem ähnlichen System, in dem eine Unterteilung in sieben Gruppen vorgenommen wird. Eine ähnliche Einteilung wurde bis vor kurzem auch in Irland verwendet, das aber 2005 das FCI-System übernommen hat.
Das britische System teilt die Hunderassen in die folgenden Gruppen auf:
1. Hound Group → Kategorie:Hound Group (KC)
2. Working Group → Kategorie:Working Group (KC)
3. Gundog Group → Kategorie:Gundog Group (KC)
4. Terrier Group → Kategorie:Terrier Group (KC)
5. Utility Group → Kategorie:Utility Group (KC)
6. Pastoral Group → Kategorie:Pastoral Group (KC)
7. Toy Group → Kategorie:Toy Group (KC)

Das AKC-System benutzt folgende Gruppen, die unter diesen Namen auch vom CKC geführt werden:
1. Sporting Group → Kategorie:Sporting Group (AKC)
2. Hound Group → Kategorie:Hound Group (AKC)
3. Working Group → Kategorie:Working Group (AKC)
4. Terrier Group → Kategorie:Terrier Group (AKC)
5. Toy Group → Kategorie:Toy Group (AKC)
6. Non-Sporting Group → Kategorie:Non-Sporting Group (AKC)
7. Herding Group → Kategorie:Herding Group (AKC)
8. Miscellaneous Class → Kategorie:Miscellaneous Class (AKC)
9. Foundation Stock Service (FSS) → Kategorie:Foundation Stock Service (FSS) (AKC)

### Genetische Abgrenzung von Hunderassen
Bereits früher wurden Untersuchungen angestellt, um die Beziehungen der einzelnen Hunderassen zueinander zu verdeutlichen. So stellte beispielsweise Theophil Studer 1901 einen Stammbaum auf, der die Entwicklung der heutigen Hunderassen aus den prähistorischen Hunden darstellen soll, und dabei die Existenz von Urrassen postuliert. Er entwarf diesen Stammbaum nach kraniometrischen Merkmalen, musste dabei aber zahlreiche andere Merkmale unberücksichtigt lassen. Der Stammbaum erwies sich als falsch, insbesondere weil Studer die verschiedenen Hundetypen für Rassen mit entsprechenden Zuchtlinien hielt. Statt des Wolfs (Canis lupus) hielt er den hypothetischen, für ausgestorben gehaltenen dingoähnlichen Wildcaniden Canis ferus, der in den (ebenso hypothetischen) domestizierten Urhund (Canis poutiantini) aufging, für den Stammvater aller Hunde.
Experimente von John Paul Scott und John L. Fuller zu genetischen Aspekten im Sozialverhalten zeigten, dass sich die Hunderassen genetisch unterscheiden. Die beiden Forscher wählten fünf Hunderassen aus (Basenji, Sheltie, Cocker Spaniel, Foxterrier und Beagle), wobei Welpen untereinander vertauscht und Tiere verschiedener Rassen gekreuzt wurden. Es zeigte sich, dass die Foxterrier schon als Welpen eine rigorose Rangordnung entwickelten, während die Beagle- und Sheltiewelpen sehr viel friedlicher waren und keine Rangordnung bildeten. Bei Lernversuchen, wo Selbständigkeit gefordert war, waren die Basenjis besonders erfolgreich, da sie noch heute unter harten Bedingungen leben, allerdings versagten sie bei ständig wechselnder Umgebung oder bei fremden Gegenständen, da dann die Angst- und Fluchtreaktionen alle anderen Antriebe überdeckten. An zweiter Stelle folgten Cocker Spaniel, Foxterrier und Beagle. Die Shelties waren am unselbständigsten, da sie als Schäferhunde unter direkter Einwirkung des Menschen zu arbeiten hatten. Scott und Fuller kamen zu dem Ergebnis, dass das spezielle Verhalten der zielgerichtet gezüchteten Hunde stark genetisch bedingt ist; allerdings zeigten die Kreuzungen dieser Hunderassen, dass die stark unterschiedlichen Verhaltensmerkmale meist nur durch ein oder zwei Gene bestimmt sind.
Für eine weitere Studie, die zeigen sollte, dass sich Hunderassen in ihrem Verhalten genetisch unterscheiden, wurde an der Universität für Molekular- und Zellbiologie in Kalifornien ein Experiment gemacht. Man nahm Border Collies und Neufundländer und untersuchte ihr Verhalten. Neufundländer lieben Wasser, bellen häufig und tragen den Schwanz hoch, während Border Collies das Wasser eher scheuen, sehr ruhig sind und ihren Schwanz gesenkt halten. Außerdem zeigen Border Collies viele Verhaltensweisen (zum Beispiel sich ducken, starrer Augenkontakt), die sie aufgrund ihres Hütehundeerbes aufweisen, welche dem Neufundländer fehlen. Als man die beiden Rassen miteinander kreuzte, zeigte sich, dass die F1 (1. Tochtergeneration) sowohl das Hüteverhalten des Border Collies als auch die Wasserliebe des Neufundländers zeigten; ihr Bellverhalten lag in der Mitte der beiden Rassen. In der F2 (2. Tochtergeneration) gab es alle erdenklichen Kombinationen.
Studien der mitochondrialen DNA zeigten, dass zwischen den Rassen bestimmte Verwandtschaftsverhältnisse herrschen, die von Forschern in vier Gruppen eingeteilt wurden. In der ersten Gruppe befinden sich Australischer Dingo, Leonberger, Bernhardiner, Irish Setter, Rottweiler, Pudel und andere moderne Rassen. In der zweiten Gruppe ist der Norwegische Elchhund als naher Verwandter der Wölfe aus Italien, Frankreich und Rumänien. In der dritten Gruppe sind Deutscher Schäferhund, Sibirischer Husky und Mexikanischer Xoloitzquintle. In der letzten Gruppe befinden sich Flatcoated Retriever, Golden Retriever, Bassethound und Rauhaardackel. Allerdings zeigten diese Ergebnisse, dass man zu der Zeit die mitochondriale DNA noch nicht genau genug ablesen kann. Neuere Studien ergaben, dass alle Hunderassen weltweit einen gemeinsamen homogenen Genpool haben, der sich in zehn große Haplotypen unterteilen lässt. Die gesamte genetische Bandbreite findet sich jedoch nur bei Hunden in China, südlich des Flusses Jangtsekiang, woraus auf diese Region als Ausgangspunkt der Domestikation geschlossen wurde. In Europa finden sich nur vier der Haplogruppen.
Man nimmt an, dass das unterschiedliche Erscheinungsbild der Hunderassen aus Veränderungen in der sogenannten junk DNA resultiert (das heißt DNA, deren Funktion man nicht kennt). Bei manchen Rassen werden einzelne Abschnitte der junk DNA häufig wiederholt. Diese als tandem repeats bezeichneten Wiederholungen verursachen zum Beispiel beim Pyrenäen-Berghund die Sechszehigkeit an den Hinterfüßen (tandem repeats um das Gen ALX-4 herum) oder die unterschiedlichen Schnauzenformen (tandem repeats um das Gen RUNX-2 herum). Auch innerhalb einer Rasse lassen sich Veränderungen im Erscheinungsbild durch die tandem repeats nachweisen. So geht beispielsweise beim Bull Terrier die veränderte Schnauzenform (Senkung der Schnauze) mit Veränderungen in der junk DNA einher.
Im Jahr 2004 wurde in Science erstmals eine genetisch begründete Systematik von 85 Hunderassen veröffentlicht. Die Autoren um Heidi G. Parker bildeten auf der Basis genetischer Analysen vier Gruppen (Cluster) von Hunderassen. Verbreitete Namen für die Gruppen sind: Oriental, Mastiff, Shepherd und Hunting. Diese Systematik wird in wissenschaftlichen Veröffentlichungen seitdem häufig verwendet.

## Verteilung der Rassehunde auf die Rassen
Eine Statistik der FCI aus dem Herbst 2012, bei der 25 Länder berücksichtigt sind und über 2 Millionen Hunde erfasst wurden, führt 293 Rassen, weil dort teilweise Rassen mit eigenen FCI-Nummern zu einer zusammengefasst wurden, beispielsweise Langhaarcollie (FCI-Nr. 156) mit Kurzhaarcollie (FCI-Nr. 296) zu Collie. Dieser Statistik zufolge gab es 2012 in 51 Rassen weniger als 100 weltweite Neueintragungen in ein Zuchtbuch pro Jahr, in etlichen gar keine. 86 Rassen, also knapp 30 %, verzeichnen weniger als 200 weltweite Eintragungen pro Jahr. Fast ein Viertel aller Neueintragungen entfällt demnach auf die vier häufigsten Rassen, mehr als die Hälfte der Neueintragungen auf die 15 häufigsten Rassen.
Die Erhebung ergab folgende Ergebnisse für die Rassen mit den häufigsten Neueintragungen. (Die Spalten mit den prozentualen Anteilen und kumulierten Zahlen sind in den publizierten Ergebnissen nicht enthalten.)
Neueintragungen in ein Zuchtbuch dürfen nicht verwechselt werden mit der Gesamtzahl an Hunden dieser Rasse. Die Neueintragungen spiegeln eher die Zahl geworfener Hunde.
| Position | Rassename                     | Zahl der Neueintragungen | P %(P | Neueintragungen kumuliert | K %(K |
| --- | ----------------------------- | ------------------------ | ----- | ------------------------- | ----- |
| 1 | Labrador Retriever            | 191.988                  | 8,4   | 191.988                   | 8,4   |
| 2 | Deutscher Schäferhund         | 129.186(*                | 5,7   | 321.174                   | 14,1  |
| 3 | Pudel (alle Größen)           | 118.653                  | 5,2   | 439.827                   | 19,3  |
| 4 | Chihuahueño                   | 107.114                  | 4,7   | 546.941                   | 24,0  |
| 5 | Golden Retriever              | 92.994                   | 4,1   | 639.935                   | 28,1  |
| 6 | Yorkshire Terrier             | 92.438                   | 4,1   | 732.373                   | 32,2  |
| 7 | Dachshund (alle Größen)       | 81.516                   | 3,6   | 813.889                   | 35,7  |
| 8 | Beagle                        | 53.938                   | 2,4   | 867.827                   | 38,1  |
| 9 | Boxer                         | 52.983                   | 2,3   | 920.810                   | 40,4  |
| 10 | Zwergschnauzer (alle Farben)  | 45.263                   | 2,0   | 966.073                   | 42,4  |
| 11 | Shih Tzu                      | 44.564                   | 2,0   | 1.010.637                 | 44,4  |
| 12 | Bulldog                       | 44.325                   | 1,9   | 1.054.962                 | 46,3  |
| 13 | Deutscher Spitz (alle Größen) | 40.530                   | 1,8   | 1.095.492                 | 48,1  |
| 14 | English Cocker Spaniel        | 40.174                   | 1,8   | 1.135.666                 | 49,9  |
| 15 | Cavalier King Charles Spaniel | 39.670                   | 1,7   | 1.175.336                 | 51,6  |
| 16 | Bouledogue Francais           | 39.337                   | 1,7   | 1.214.673                 | 53,3  |
| 17 | Pug                           | 33.528                   | 1,5   | 1.248.201                 | 54,8  |
| 18 | Rottweiler                    | 31.447                   | 1,4   | 1.279.648                 | 56,2  |
| 19 | English Setter                | 29.771                   | 1,3   | 1.309.419                 | 57,5  |
| 20 | Maltese                       | 28.909                   | 1,3   | 1.338.328                 | 58,8  |
| 21 | English Springer Spaniel      | 28.050                   | 1,2   | 1.366.378                 | 60,0  |
| 22 | Deutsch Kurzhaar              | 23.855                   | 1,0   | 1.390.233                 | 61,1  |
| 23 | Staffordshire Bull Terrier    | 23.562                   | 1,0   | 1.413.795                 | 62,1  |
| 24 | Border Collie                 | 23.262                   | 1,0   | 1.437.057                 | 63,1  |
| 25 | Shetland Sheepdog             | 22.805                   | 1,0   | 1.459.862                 | 64,1  |
| 26 | Dobermann                     | 20.941                   | 0,9   | 1.480.803                 | 65,0  |
| 27 | West Highland White Terrier   | 20.904                   | 0,9   | 1.501.707                 | 66,0  |
| 28 | Berner Sennenhund             | 20.423                   | 0,9   | 1.522.130                 | 66,9  |
| 29 | Deutsche Dogge                | 20.001                   | 0,9   | 1.542.131                 | 67,7  |
| 30 | Epagneul Breton               | 19.828                   | 0,9   | 1.561.959                 | 68,6  |
| | Gesamtzahl Hunde              | 2.276.864                | 100   |                           |       |
| (P Prozentualer Anteil an Neueintragungen (K Anteil der kumulierten Anzahl an der Gesamtzahl der Neueintragungen (* Zahl aus 24 Ländern, ein Land hat die Zahl der Deutschen Schäferhunde nicht übermittelt |                               |                          |       |                           |       |

## Naturrassen

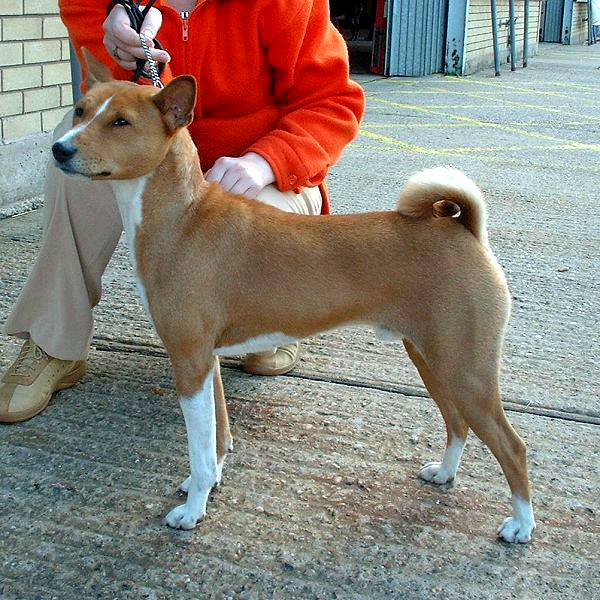
Der Basenji ist ursprünglich eine Naturrasse.

Einige unter dem Begriff Pariahunde zusammengefasste Typen gelten als Naturrassen. Dies bedeutet, dass sie ohne gezielte Zucht durch den Menschen entstanden sind. Sie bilden eine genau definierte Gruppe von Hunden, welche relativ reinrassig geblieben sind. Sie kommen in Asien und Nordafrika vor und leben dort in einem losen Domestikationsverhältnis mit dem Menschen. Diese Naturrassen unterliegen keiner gelenkten Zucht. Sie sind nicht völlig verwildert, manche leben in unmittelbarer Nähe zum Menschen und ihre Nachkommen können leicht gezähmt werden. Bei einer Rasse ist dies bereits geschehen, nämlich beim Basenji.
In relativ abgeschlossenen regionalen Hundepopulationen bilden sich häufig Typen mit weitgehend einheitlichem Aussehen und Verhalten, ohne dass dazu gezielte Zucht der Hunde stattgefunden hätte. Beschreibungen solcher Hundetypen haben mit Rassebeschreibungen viel gemeinsam, weshalb für die beschriebenen Hundetypen dann auch der Begriff Naturrasse verwendet wird, obwohl es sich im Sinne der hier dargestellten Definition nicht um Rassen handelt.